# Renget
Renget románul: Renghet, település Romániában, Erdélyben, Hunyad megyében.

## Fekvése
Szászvárostól északnyugatra, Algyógy és Máda közt fekvő település.

## Története
Renget nevét 1518-ban említette először oklevél v. Rendged néven, mint Al-Diód vs birtokát.
1733-ban Renged, 1750-ben Rengető, 1760–1762 között Renget, 1805-ben Rengeteg, 1808-ban Renget, Rengyety,  1913-ban Renget néven írták.
A trianoni békeszerződés előtt Hunyad vármegye Algyógyi járásához tartozott.
1910-ben 1024 lakosából 5 magyar, 1000 román volt. Ebből 85 görögkatolikus, 927 görögkeleti ortodox, 11 izraelita volt.

## Források

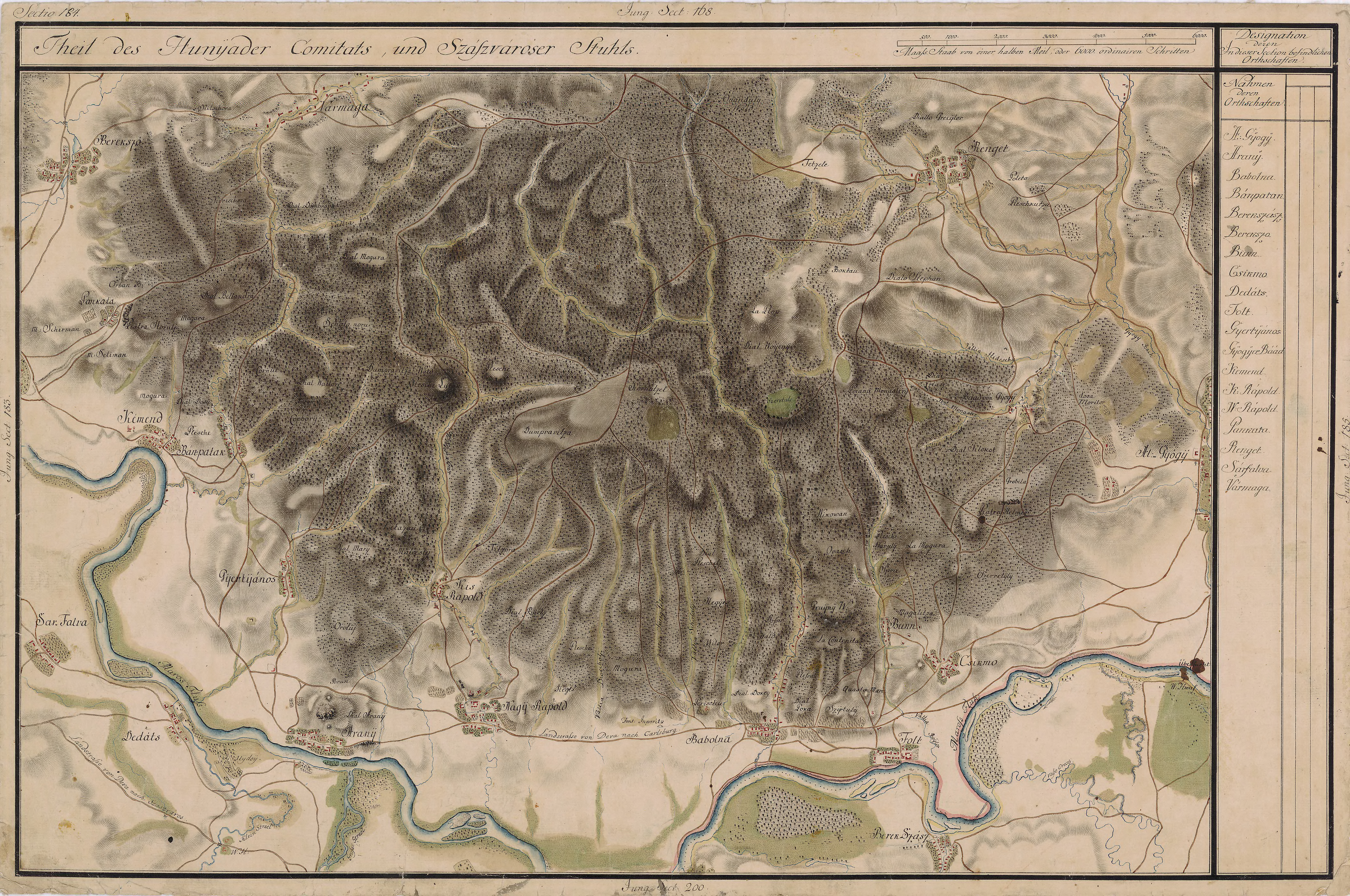
Renget egy régi térképen